# Macrostylis spinifera
Macrostylis spinifera là một loài chân đều trong họ Macrostylidae. Loài này được G.O. Sars miêu tả khoa học năm 1864.